# Ізраїльська кухня

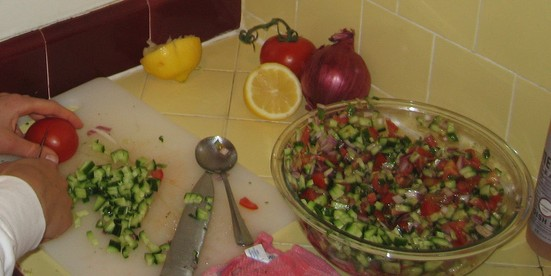
Ізраїльський салат

Ізраїльська кухня (івр. המטבח הישראלי) — національна кухня Держави Ізраїль. Є частиною середземноморської кухні.
Оскільки сучасний Ізраїль створений іммігрантами з багатьох країн світу, ізраїльська кухня є симбіозом смакових уподобань різних країн та народів. Значний вплив на кухню зробила єврейська кухня ашкеназі та сефардів, а також кухня Близького сходу, Іспанії, Італії, Туреччини та інших країн Середземномор'я; Східної Європи (російська, українська, білоруська), а також американська, китайська, індійська, іранська, узбецька тощо. Страви, як правило, складаються з великої кількості овочів та фруктів, риби, зелені та оливкової олії. 
Крім того, на ізраїльську кухню значно впливає юдаїзм, з чіткими законами кашруту та традицією забою худоби і птахів.

## Ашкеназька кухня
Завдяки ашкеназьким євреям, в ізраїльській кухні з'явилось багато традиційних страв, зокрема гефілте фіш (фарширована риба), курячий суп, регель круша (холодець), паштет, форшмак, цимес, та ін. Також завдяки ашкеназі традиційними стравами ізраїльської кухні стали випічка бейгл та гоменташ.

## Сефардська кухня

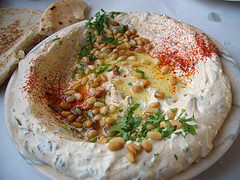
Хумус з кедровими горіхами

Сефардські євреї привнесли в ізраїльську кухню такі страви як кус-кус і мафрум (картопля, фарширована молотим м'ясом). Крім того, в Ізраїлі популярні такі страви сефардської кухні як шакшука, храйме, джахнун, малауах, кіббех, самоса. Також сефардські євреї привнесли в ізраїльську кухню багато спецій та зелені.

## Східна кухня
Арабська і турецька кухні дуже сильно вплинули на ізраїльську кухню, аж до безперервних суперечок щодо батьківщини хумусу. На сьогодні в Ізраїлі розповсюджений такий східний фаст-фуд, як шаурма і фалафель. А винайдений ізраїльськими кухарями гострий салат, нині відомий як «турецький». 

## Напої
Для ізраїльтян не існує загальноприйнятого визнаного національного напою. Проте, через давнину виноробної традиції регіону, на звання національного напою Ізраїлю могло б претендувати вино. Також в Ізраїлі (як і загалом на Близькому сході) розповсюджений арак (анісова горілка). 